# La Force du silence
Pour plus de détails, voir Fiche technique et Distribution.
La Force du silence (Amazing Grace and Chuck) est un film américain réalisé par Mike Newell et sorti en 1987.

## Synopsis
Âgé de 12 ans, Chuck Murdock vit dans une petite ville du Montana. Alors qu'il est le meilleur joueur de son équipe de baseball, le jeune garçon décide subitement d'arrêter de jouer après avoir visité avec sa classe une centrale nucléaire. Il refuse de disputer un match jusqu'à ce que toutes les armes nucléaires de la planète soient désarmées. Ayant entendu parler de l'engagement de Chuck, Amazing Grace Smith, joueur phare de l'équipe de basket des Boston Celtics, décide d'en faire autant. Il rejoint alors le garçon dans sa petite ville.

## Fiche technique
- Titre original : Amazing Grace and Chuck
- Réalisation : Mike Newell
- Scénario : David Field
- Photographie : Robert Elswit
- Musique : Elmer Bernstein
- Montage : Peter Hollywood
- Production : David Field
- Dates de sortie :
  - États-Unis : 26 mars 1987 (AFI Fest) ; 10 avril 1987 (sortie limitée) ; 19 mai 1987 (Seattle) ; 22 mai 1987 (New York)
  - France : 10 mars 1988

## Distribution
- Jamie Lee Curtis (VF : Dominique MacAvoy) : Lynn Taylor
- Gregory Peck (VF : Jean-Claude Michel) : le président
- William L. Petersen (VF : Edgar Givry) : Russell
- Red Auerbach : lui-même
- Lee Richardson (VF : Henri Poirier) : Jeffries
- Joshua Zuehlke (VF : Damien Boisseau) : Chuck Murdock
- Alex English (VF : Med Hondo) : Amazing Grace Smith
- Alan Autry (VF : Michel Vigné) : George
- Michael Bowen (VF : Marc Alfos) : Hot Dog
- Dennis Lipscomb (en) (VF : Claude Giraud) : Johnny B. Goode
- Frances Conroy (VF : Emmanuelle Bondeville) : Pamela
- Robert Harper (VF : Michel Papineschi) : Bowman
- Robert Schenkkan (en) (VF : Jean-Pierre Denys) : Pollack
- Clarence Felder (en) (VF : Michel Vocoret) : Dick Ferguson
- Cortney Kutner (VF : Aurélia Bruno) : Carolyn
- Jim Antonio (VF : Mario Santini) : Strickland
- Johnny Most (VF : Louis Arbessier) : lui-même
- Natalie Oliver (VF : Pauline Larrieu) : la journaliste de Boston
- Gwen Petersen (VF : Béatrice Delfe) : l'institutrice
- Vasek C. Simek (VF : Igor de Savitch) : le Premier secrétaire
- Manfred Sypold (VF : Bernard Tiphaine) : Johann

## Accueil

### Accueil critique
Sur l'agrégateur américain Rotten Tomatoes, le film récolte 38 % d'opinions favorables pour 8 critiques.